# Galleria del Corno di Cavento

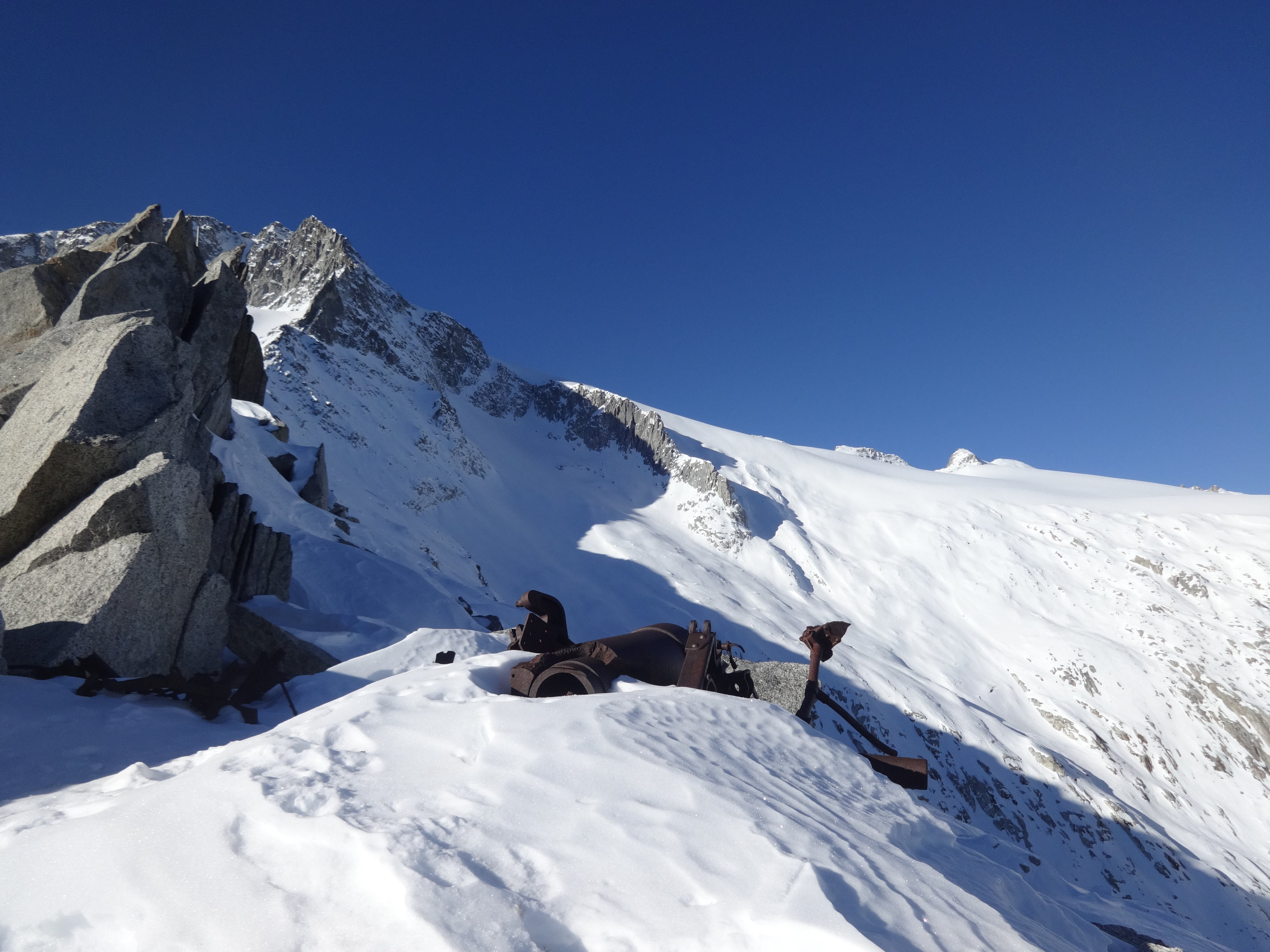
Veduta verso il Cavento dalla bocchetta del cannone del Carè Alto (la cima a sinistra).

La galleria del Corno di Cavento è un insieme di gallerie costruite durante la prima guerra mondiale come postazione difensiva sul confine austro-italiano, scenario della guerra d'alta quota.
La galleria si trova sul Corno di Cavento (3402 m s.l.m.), che è una cima delle Alpi Retiche meridionali, nel gruppo dell'Adamello. Si trova tra Val Rendena e Val di Fumo nella Provincia Autonoma di Trento. La caverna è una delle più alte mai costruite a scopi bellici nella prima guerra mondiale, scavata dall'esercito asburgico nel 1917, passerà poi più volte di mano fra austriaci e italiani nel corso delle vicende di guerra. 
Le operazioni di scavo sulla cima sono iniziate nel 2007 con "l'Operazione ghiacciai", un'iniziativa congiunta della Soprintendenza per i Beni Storico – Artistici e del Servizio Bacini Montani della Provincia Autonoma di Trento e della Società Alpinisti Tridentini.

## Le vicende belliche legate al controllo della galleria

### L'inizio della guerra e i primi scavi sulla vetta
Allo scoppio della guerra tra il Regno d'Italia e l'Impero Austro-Ungarico (1915) nessuna delle due nazioni ritenne strategicamente importante occupare queste cime (entro i confini politici austriaci), data la difficoltà di mantenere un fronte d'alta quota. Le operazioni iniziarono solo nella primavera del 1916 a seguito della grande avanzata predisposta dal Colonnello Carlo Giordana (comandante del Sottosettore della Valtellina) per la conquista della Val Genova da cui si puntava a raggiungere la Val Rendena. Le operazioni portarono anche all'attacco del Corno di Cavento. La postazione subì un assalto di 40 giorni (dal 12 aprile 1916)  da parte delle truppe di Alpini italiani che a caro prezzo riuscirono a discendere in Val Genova, da cui dovettero poi ritirarsi a causa del pericolo valanghe e per le difficoltà di movimento, permettendo agli austriaci di occupare stabilmente la vetta del Corno di Cavento. Il 170º Battaglione Landsturm di stanza, dopo una lunga marcia, decise di iniziare la costruzione di due cavernette nel ghiaccio sulla cima come ricovero. 

### La costruzione della galleria e la guerra d'alta quota
Gli austriaci mantennero per quasi un anno il controllo della vetta e l'11 febbraio del 1917 giunse a prendere il controllo delle difese del Corno il tenente Felix Hecht von Eleda (che descrisse la vita nella galleria nel suo diario) con la prima Compagnia Esploratori dei Tiroler Kaiserjäger, che gestì lo scavo del grosso della galleria, usando delle mine come esplosivo. Il 15 giugno 1917 dopo un violento bombardamento venne lanciato l'assalto di 1500 Alpini contro il presidio austriaco, composto da circa 200 soldati. L'assalto fu fatale per le truppe asburgiche e vide la caduta a causa di una granata dello stesso tenente Felix Hecht von Eleda e la cattura di 15 soldati bloccati dal bombardamento nella galleria. Successivamente la postazione venne trasformata dagli italiani in presidio con collegamento teleferico, baracche e sentieri attrezzati. Il Corno di Cavento venne presidiato dalla Terza Compagnia Volontari Alpini comandata dal Cap. Luigi Bresciani, e rinforzata da metà della 241º Compagnia del Battaglione Val Baltea del capitano Emilio Battisti. Esattamente un anno dopo la conquista italiana (15 giugno 1918), le truppe austriache attaccarono a sorpresa la vetta sfruttando una galleria nascosta nel ghiaccio scavata che sbucava poco sotto le linee italiane e portando nuovamente le truppe austro-ungariche a occupare la cima. Questa riconquista durò circa un mese, dopo di che un possente contrattacco italiano di circa 1000 uomini su tutti i versanti della montagna portò alla rioccupazione della postazione, che rimase italiana fino alla fine del conflitto.

## La vita nella galleria

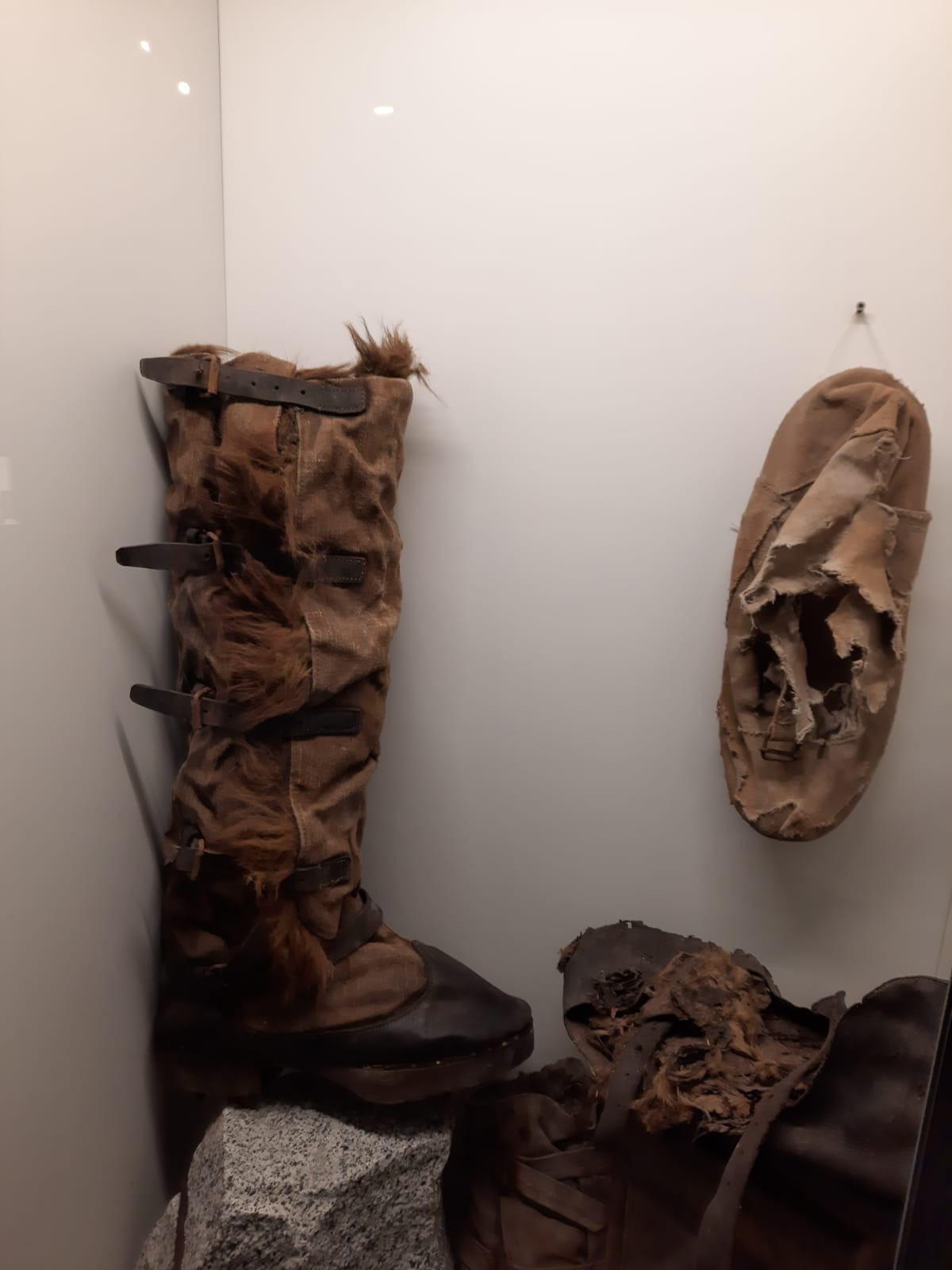
Sovrascarpe per sentinelle conservate nel Museo della Guerra Bianca Adamellina di Spiazzo

Le poche informazioni riguardo alla vita nella galleria del Corno di Cavento, e le precarie condizioni in cui i soldati dovevano lavorare per la realizzazione della stessa, si possono ricavare dal diario del tenente austriaco Felix Hecht von Eleda.
Le condizioni meteo invernali in quota erano estreme, durante le fredde notti la temperatura raggiungeva anche i -22°, e l'equipaggiamento, a volte di fortuna, fornito ai soldati non garantiva un'ottima protezione dal freddo.
Durante le intense nevicate e le bufere in quota la vita dei soldati procedeva lentamente perché erano costretti a rimanere all'interno della galleria per giorni; questo favoriva anche la diffusione dei pidocchi.
Durante la prima guerra mondiale i soldati che abitano la Galleria del Cavento cambiano e alcuni di questi vengono definiti dal tenente Hecht, uno dei tanti ad abitare il Corno da cui non farà mai ritorno, un "orrendo mucchio di porci" per le pessime condizioni igieniche in cui si presentava la galleria dopo il loro passaggio, in quanto nessuno si curava di lasciare in ordine i letti di legno con la paglia a fare da materasso.
I soldati dovevano resistere anche agli insistenti bombardamenti dai passi montani circostanti, avamposti dell'esercito avversario che tentava di riconquistare la vetta.

## Gli scavi archeologici e la riscoperta della galleria
L'operazione archeologica di riscoperta della galleria è stato un evento congiunto di istituzioni provinciali e del mondo del volontariato. Dalla fine del primo conflitto mondiale la galleria fu visitata più volte e vario materiale bellico ne fu asportato nel corso degli anni, finché la galleria non fu ostruita completamente dalla neve e dal ghiaccio. Solo nel 2003 grazie alla torrida estate, lo spessore del ghiaccio diminuì e la galleria fu nuovamente accessibile. Nel 2005 il Comitato Storico della Società Alpinisti Tridentini segnalò il sito agli organi istituzionali, così da evitare asporti illegali e vandalismo.

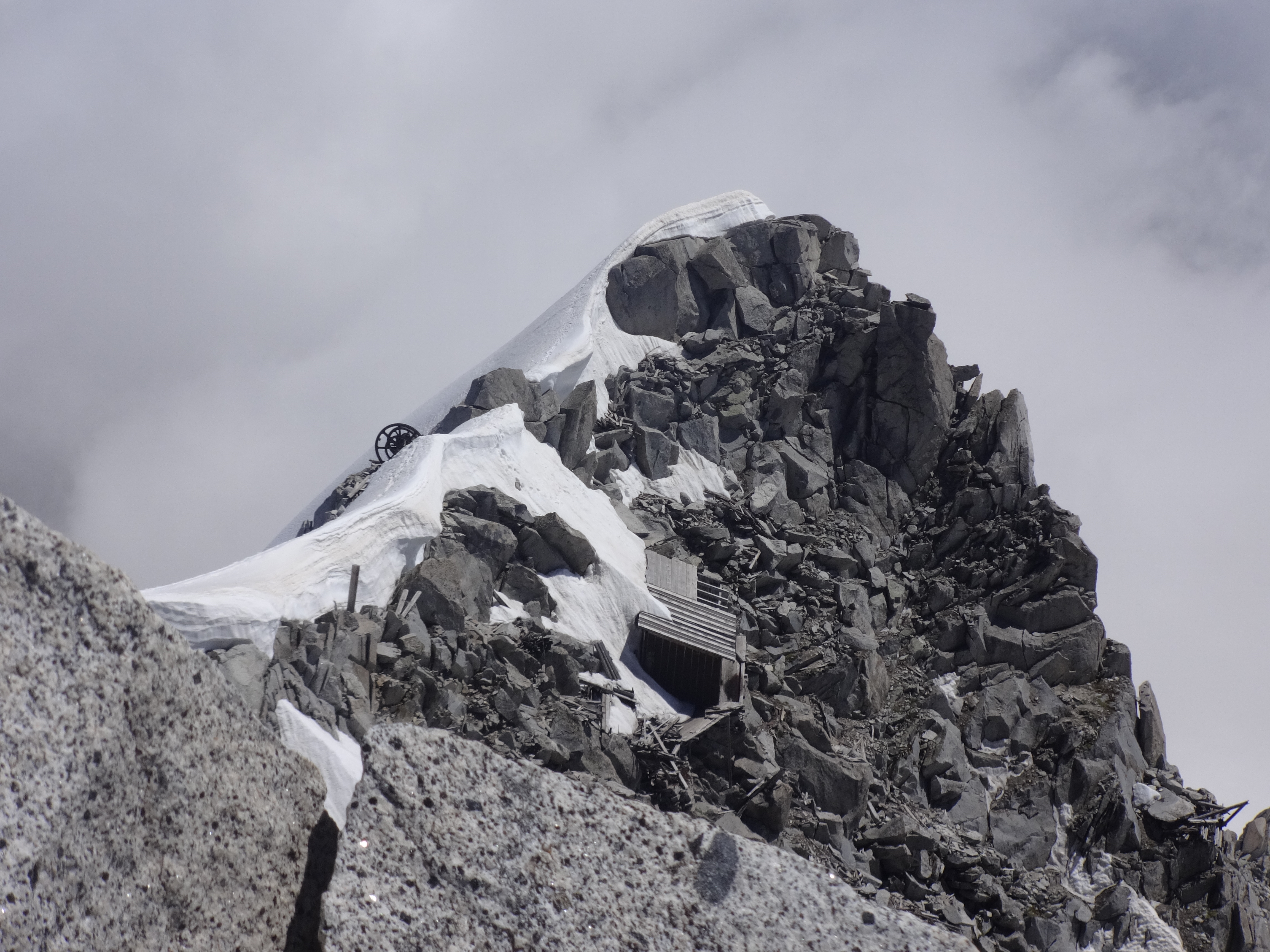
La Galleria del Corno di Cavento.

### L'Operazione Ghiacciai del 2007
La prima operazione archeologica, organizzata nel luglio del 2007, portò a un sopralluogo della zona e ad uno scavo di un corridoio nel ghiaccio per permettere di passare in piedi, disostruire le uscite in modo da far defluire l'acqua e asportare i materiali di scavo. Per lo scavo in superficie furono utilizzati sistemi meccanici (demolitori), mentre in prossimità di strutture o reperti si è preferito optare per un convogliatore di aria calda alimentato a gasolio, così da disciogliere il ghiaccio. Il cantiere durò per 5 settimane, con la permanenza di una squadra del Servizio Bacini Montani. Alla chiusura del cantiere tutte le gallerie furono tamponate per evitare l'accumulo interno della neve durante il successivo inverno.

### L'Operazioni Ghiacciai del 2008
Un anno dopo, a luglio del 2008, sono ripresi i lavori di scavo. La galleria è stata suddivisa la galleria in 4 settori secondo un metodo archeologico, così da poter meglio collocare i reperti ritrovati. Lo scavo è iniziato nella zona dell'uscita ovest, utilizzata per far defluire l'acqua dalla galleria e ha portato alla luce una branda e molti reperti, protetti dalla coltre di ghiaccio che è riuscita a conservare anche resti di cibo. L'allargamento del corridoio scavato l'anno precedente ha permesso la scoperta di varie brande a castello e di una grande stufa nella caverna centrale, di cui mancano i tubi di scarico probabilmente prelevati nell'immediato dopoguerra. Tra i reperti rinvenuti nelle zone adiacenti al settore 3 è rilevante ricordare la baracca del posto telefonico, i resti di bombe a mano italiane (modello S.I.P.E.) trasformate in lampade ad olio, uno Sturmmesser (letteralmente “coltello d’assalto”, pugnale in dotazione ai reparti d’assalto austriaci) e alcune giberne in cuoio austro – ungariche. Sono stati anche ritrovati materiali cartacei adiacenti a due scrivanie, quali: volantini propagandistici sulla guerra in Siria tra francesi e ottomani, appunti sulla scarsa funzionalità dei fucili mitragliatori francesi (Chauchat) dati in dotazione al regio esercito, giornali, lettere e certificati medici. Tutti i materiali sono confluiti nei magazzini provinciali per essere restaurati e conservati. Oltre a questi reperti interni sono state scoperte anche postazioni difensive, baracche e i resti di una teleferica.

### L'Operazione Ghiacciai 2010
Nell'agosto del 2010 l'operazione di scavo è stata conclusa e la galleria è stata completamente liberata dal ghiaccio; in questa fase ci si è concentrati specialmente nel settore 1 e sono venute alla luce altre due brande. Sono state effettuate operazioni di restauro delle zone interne e di messa in sicurezza del sito, dati i vari massi pericolanti sull'entrata. È stata infine costruita una piccola ferrata sul versante ovest, così da consentire la visita alla galleria.